# Tawata
Tawata ist ein Motu des Tabuaeran-Atolls der pazifischen Inselrepublik Kiribati.

## Geographie
Tawata bildet die Nordspitze des Atolls und ist der Nordausläufer von Tereitake. In diesem zerklüfteten Teil des Atolls sind nur wenige Motu namentlich benannt. Die Nordspitze bildet das North Cape und im Osten bildet der Metaua Point (⊙) die Grenze. In etwa 2 km Entfernung schließt sich im Südosten der Inselteil Ponota an.